# Teorema dos zeros de Hilbert
O Hilbert Nullstellensatz (em alemão: "teorema dos zeros") é um teorema em Geometria algébrica que relaciona variedades e ideais en anéis de polinômios sobre corpos algebricamente fechados. Foi provado inicialmente por David Hilbert, em 1893.

## Formulação
Seja K um corpo algebricamente fechado (como o dos números complexos), considera-se o anel de polinômios K[X1,X2,..., Xn] e seja I um ideal neste anel. A variedade afim V(I) definida por este ideal consiste de todas as n-tuplas x = (x1,...,xn) em Kn tal que f(x) = 0 para todo f en I. O teorema dos zeros de Hilbert nos diz que se p é um polinômio em k[X1,X2,... , Xn] que se anula na variedade V(I), i.e. p(x) = 0 para todo x em V(I), então existe um número natural r tal que pr está em I.
Um corolário imediato é o "teorema dos zeros fraco": se I é um ideal próprio em K[X1,X2,... , Xn], então V(I) não pode ser vazio, i.e. existe um zero comum para todos os polinômios do ideal. Esta é a razão para o nome do teorema; que é facilmente demonstrável nesta forma "fraca". Notar que ao assumir que K seja algebricamente fechado é essencial aqui: o ideal próprio (X² + 1) em R[X] não tem um zero comum.
Com a notação comum da geometria algébrica, o teorema dos zeros pode ser também formulado como
{\displaystyle {\hbox{I}}({\hbox{V}}(J))={\sqrt {J}}} para todo ideal J
Aqui √J denota o radical de J e I(U) denota o ideal de todos os polinômios que se anulam no conjunto U. Deste modo, obtemos uma correspondência bijectiva que reverte a ordem entre as variedades afins em Kn e os ideais radicais de K[X1,X2,... , Xn].